# Municipalità metropolitana di Mangaung
Mangaung (in inglese Mangaung Metropolitan Municipality; in afrikaans Mangaung Metropolitaanse Munisipaliteit) è una municipalità metropolitana sudafricana nella provincia dello Stato libero.
Al 2001 la sua popolazione è di 645.441 abitanti.
Il comune più importante di cui si compone è Bloemfontein, capitale giudiziaria del Sudafrica.

## Geografia fisica

### Confini
La municipalità locale di Mangaung confinava a nord con quella di Masilonyana (Lejweleputswa), a est con quella di Mantsopa, a sud con quella di Naledi e a ovest con quelle di  Tokologo (Lejweleputswa), Kopanong e Letsemeng (Xhariep).

### Città e comuni
- Baralong Boo Moroka
- Bloemfontein
- Botshabelo
- Morago
- Opkoms
- Peter Swart
- Rodenbeck
- Sonskyn
- Thaba Nchu

### Fiumi
- Bloemspruit
- Kaalspruit
- Klein - Kaalspruit
- Klipspruit
- Korannaspruit
- Leeuspruit
- Modder
- Mokopu
- Osspruit
- Renosterspruit
- Stinkhoutspruit

### Dighe
- Dr Moraka's Dam
- Feloana Dam
- Mockesdam
- Kafferfontein Dam
- Krugersdrifdam
- Rooifonteindam
- Rusfonteindam
- Salibadam
- Seroalo Dam
- Tierpoortdam